# Synaptics
Synaptics ist ein Hersteller von Touchpads und Software für diese. Die Sensorelemente von Synaptics werden auch in Anwendungen als Benutzerschnittstellen verwendet, wie den Touchscreens von Smartphones.
Synaptics ist derzeit an der NASDAQ notiert.

## Unternehmensgeschichte

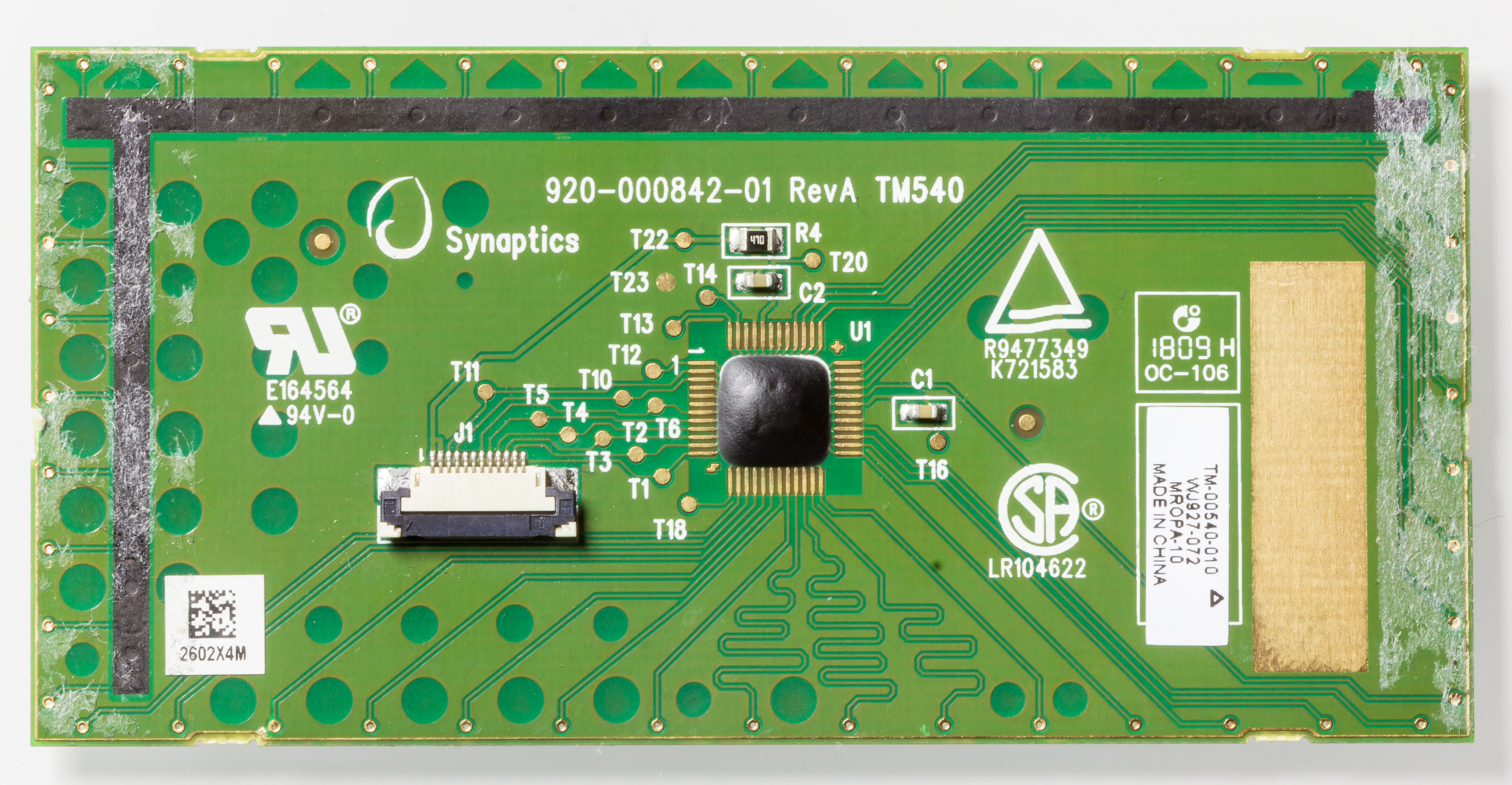
Touchpad von Synaptics

Synaptics wurde 1986 von Federico Faggin und Carver Mead gegründet. Das Stammprodukt TouchPad interface wurde 1995 herausgebracht. Der Börsengang fand im Jahr 2002 statt.
Synaptics gehört zu den ersten Hauptmitgliedern der FIDO-Allianz, die seit 2013 den Industriestandard Universal Second Factor (U2F) für eine allgemein anwendbare Zwei-Faktor-Authentifizierung entwickelt hat.
Im Juli 2017 übernahm Synaptics den Halbleiterhersteller Conexant.
Am 31. August 2020 übernahm Synaptics den Halbleiterhersteller DisplayLink für 305 Mio. Dollar.